# Xanthomelanodes arcuatus
Xanthomelanodes arcuatus är en tvåvingeart som först beskrevs av Thomas Say 1829.  Xanthomelanodes arcuatus ingår i släktet Xanthomelanodes och familjen parasitflugor. Inga underarter finns listade i Catalogue of Life.